# آتسوشی واتانابه
آتسوشی واتانابه (انگلیسی: Atsushi Watanabe؛ ( ۹ آوریل ۱۸۹۸ – ۲۷ فوریهٔ ۱۹۷۷) یک هنرپیشه، و کمدین اهل ژاپن بود.